# The Incident (Album)
The Incident ist das zehnte Studioalbum von Porcupine Tree. Es erschien 2009 bei Roadrunner Records und wird dem Genre Progressive Rock zugerechnet. Bis zur Veröffentlichung von Closure / Continuation im Jahr 2022 galt es als die letzte Studioarbeit der Band. Das Album wurde bei den Grammy Awards 2011 in der Kategorie „Best Surround Sound Album“ nominiert, konnte sich aber nicht gegen den Gewinner Britten’s Orchestra durchsetzen.

## Musikstil
In The Incident findet bei Porcupine Tree eine Entwicklung vom „rein Metallischen“ hin zu „einer luftigeren Atmosphäre“ in den Liedern statt. Dabei deckt es jedoch ein breites Spektrum ab und bewegt sich zwischen einerseits der Grenze zum Noise und andererseits „weichen Momenten“. Das Album wird als eine Fortsetzung und Weiterentwicklung des achten Studioalbums Deadwing gesehen.

## Entstehungsgeschichte
„Ich halte ‚The Incident‘ für eines der drei besten Dinge, die ich je geschaffen habe.“

Die Idee zum Titel des Albums entstand bei Steven Wilson, als er einen Verkehrsunfall sah, der mit einem Trassierband mit der Aufschrift „Police – Incident“ (englisch für „Polizei – Unfall/Vorfall“) abgesperrt war. Die Einsicht, dass ein Unfall für die Betroffenen einen tiefen Einschnitt bedeuten kann, veranlasste Wilson Texte über solche Ereignisse aus seiner Beobachtung oder auch persönlichen Vergangenheit zu verfassen. Auch andere schwerwiegende Ereignisse wie sexueller Missbrauch, Geburt und Tod werden reflektiert.
Nach der Veröffentlichung von The Incident schloss sich eine ausgedehnte Welttournee von September 2009 bis Oktober 2010 an, welche mit einem ausverkauften Konzert in der Londoner Royal Albert Hall endete.

## Titelliste
„[…] das Album [ist] in mehreren Phasen aufgenommen worden. Die erste ging bis ‚The Blind House‘, die zweite bis ‚Drawing the Line‘, die nächste bis ‚Time Flies‘, dann kam der Rest. Die Songs sind aber genau in der Reihenfolge geschrieben worden, wie sie nun auf dem Album erscheinen.“

CD 1
1. Occam’s Razor – 1:56
2. The Blind House – 5:47
3. Great Expectations – 1:26
4. Kneel and Disconnect – 2:03
5. Drawing the Line – 4:43
6. The Incident – 5:20
7. Your Unpleasant Family – 1:48
8. The Yellow Windows of the Evening Train – 2:00
9. Time Flies – 11:40, Zentraler Titel des Albums[4]
10. Degree Zero of Liberty – 1:45
11. Octane Twisted – 5:03
12. The Séance – 2:39
13. Circle of Manias – 2:19
14. I Drive the Hearse – 7:21

CD 2
1. Flicker – 3:41
2. Bonnie the Cat – 5:45
3. Black Dahlia – 3:40
4. Remember Me Lover – 7:31

## Veröffentlichungen und Charterfolge
In vielen Ländern hat The Incident nur einen kleinen Erfolg in den Charts erzielen können. Hervorzuheben sind jedoch die Platzierungen in Polen und den Niederlanden, in denen jeweils Platz 5 in den Charts erreicht werden konnte.

## Rezeption
The Incident wurde 2010 für einen Grammy in der Kategorie „Best Surround Sound Album“ nominiert.
Eclipsed wählte The Incident zum Album des Jahres.
Auch einzelne Titel des Albums haben positive Erwähnung gefunden. So wurde Drawing the Line vom National Public Radio als Song des Tages gewählt.